# Leptothelaira longipennis
Leptothelaira longipennis är en tvåvingeart som beskrevs av Zhang, Wang och Liu 2006. Leptothelaira longipennis ingår i släktet Leptothelaira och familjen parasitflugor. Inga underarter finns listade i Catalogue of Life.